# هولین هیلز

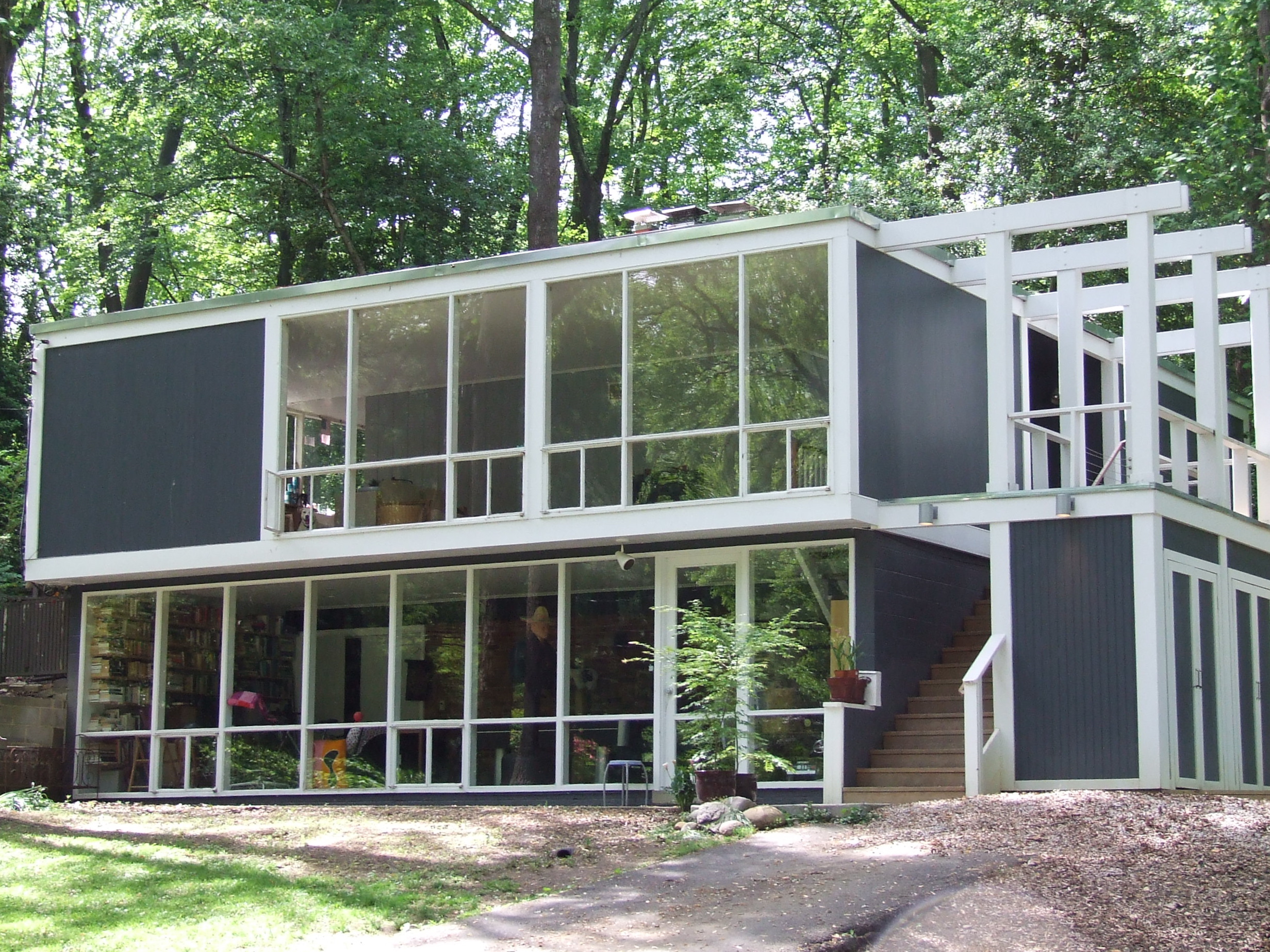
منطقهٔ مسکونی در ایالات متحده آمریکا

هولین هیلز (به انگلیسی: Hollin Hills) یک منطقهٔ مسکونی در ایالات متحده آمریکا است که در ویرجینیا واقع شده‌است.